# Тадей Баронч
Тадей (Тадеуш) Ба́ронч (пол. Tadeusz Barącz, вірм. Տադէուշ Բարոնչ; нар. 24 березня 1849, Львів — пом. 12 березня 1905, Львів) — польський скульптор вірменського походження. Брат Еразма, Романа, Владислава та Станіслава Барончів.

## Біографія
Народився 24 березня 1849 року у Львові в родині Якуба Баронча — власника готелю «Краківського» та Теклі з Трухлінських. Навчався у кадетській школі у Гайнбургу, після чого закінчив реальну школу у Львові. Мистецьку освіту розпочав у Краківській школі мистецтв у 1868—1869 роках. У Мюнхені навчався в Академії мистецтв у Макса Віндмана (1869—1871) і ймовірно в ательє К. К. Цумбуша, пізніше — у Флоренції в майстерні Августо Ривальто (1872—1875). Повернувся до Львова на початку 1876 року. Мав майстерню у готелі «Краківському» на пл. Бернардинській (нині пл. Соборна). Ранні роботи Баронча відносять до пізнього романтизму (до 1875) пізніше — до реалізму, неоренесансу і необароко. Часто працював у портретному жанрі, виконав портрети багатьох відомих львівських сучасників. Брав участь у щорічних виставках Товариства шанувальників красних мистецтв. Відомий своєю неприязню до львівського скульптора Леонарда Марконі. Друкував з цього приводу критичні статті у львівській пресі.
Помер у Львові 12 березня 1905 року на 56 році життя після тривалої важкої хвороби. Похований на Личаківському цвинтарі (поле № 59), як і батько. Того ж року влаштовано посмертну виставку робіт, на якій було представлено близько 120 погрудь, скульптурних груп і рельєфів. Майже 50 творів Баронча нині зберігаються у Львівській галереї мистецтв імені Бориса Возницького.

## Твори
- Скульптури на фасаді гімназії імені Франца Йосифа I на вул. Баторія 5, нинішній Князя Романа (1876).
- Скульптурний портрет Тараса Шевченка (теракота, 1877); портрет подарував товариству імені Тараса Шевченка у Львові і дозволив робити з нього копії та репродукції для продажу з метою зібрати кошти на пам'ятник українському поетові[5].

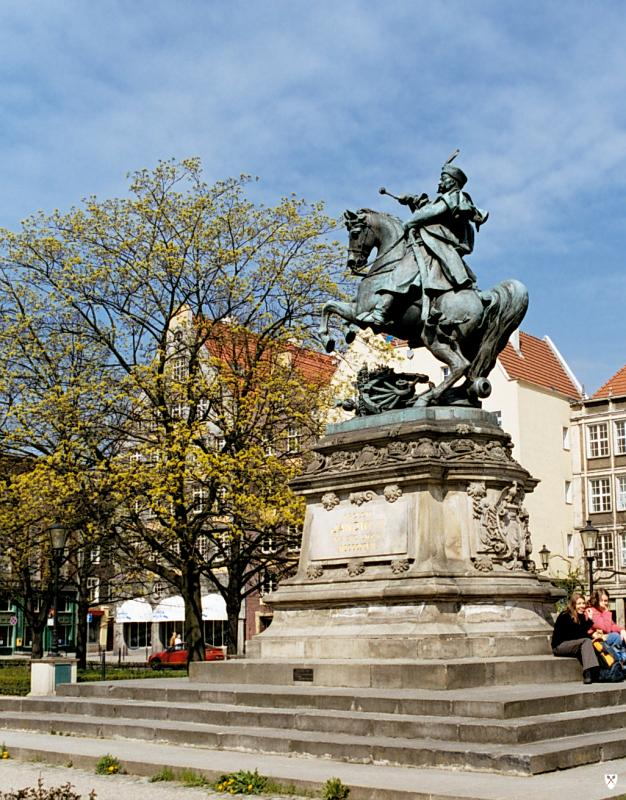
Пам'ятник королю Янові III Собеському, колись встановлений у Львові. Нині — у Гданську

- Пам'ятник Янові III Собеському у Калуші (1880-ті, знищений 1919).
- Погруддя Яна III Собеського у Львові на вул. Лисенка (1891, знищене у 1949).

- Бронзовий пам'ятник Янові III Собеському у Львові (1898). Виготовленню пам'ятника передував скандал, у зв'язку із вимогами Леонарда Марконі оголосити відкритий конкурс проєктів. Розгорілась тривала дискусія у львівській пресі, до якої долучились Тадеуш Висньовецький, Антон Попель, Юліан Марковський, Томаш Дикас. В кінцевому результаті замовлення дісталось Барончу. Фігуру гетьмана відлили у фірмі Артура Круппа у Відні, а високий необароковий п'єдестал виготовили з сірого пісковику в майстерні львівського скульптора Юліана Марковського. Пам'ятник урочисто відкритий 20 листопада 1898 року на Гетьманських Валах (нині Проспект Свободи). У перші роки радянської окупації у Львові цей пам'ятник порівнювали з пам'ятником Богданові Хмельницькому у Києві з огляду на їхню схожість. У 1950 році пам'ятник був перевезений зі Львова до Варшави, звідти у 1965 році — до Ґданська, де був встановлений на площі Дров'яній[6].
- Статуя хлопця під назвою «Ощадність» в інтер'єрі Галицької ощадної каси у Львові (знищена 1945).
- Пам'ятник Міцкевичу в Бориславі (1898)[7].
- Пам'ятник Міцкевичу у Трускавці (1898).
- Надгробок львівського архиєпископа РКЦ Францішека Вешхлейського в катедрі Львова[8] у каплиці Святих Дарів (інші назви — Вишневецьких, або Найсвятішого Сакраменту)[9].
- Алегорія Комедії, а також статуї муз — Мельпомени і Талії на фасаді Міського театру у Львові (1899).
- Низка надгробків і пам'ятників на Личаківському цвинтарі:
  - Юліану Костянтину Ордону (1884—1886, спільно з Юліаном Марковським);
  - медальйон Якуба Баронча (1880);
  - Людвіки Крувчинської (1881);
  - Генрику Шмітту (1883, не зберігся);
  - Лікареві Франциску Равичу Косинському (бл. 1900)
  - Пам'ятник на гробівці родини Левицьких (1900)
  - Матильді Злобіцькій (1895)
- Ряд ескізів пам'ятників, з різних причин нереалізованих: пам'ятник Міцкевичу у Кракові (1884–1885), Дороті (Зофії) Хшановській в Теребовлі (1885), Фредра у Львові (1892), Тадеуша Костюшка в Чикаго (1893, третя нагорода на конкурсі), також Тадеуша Костюшка у Львові (1904).
- Пам'ятник Тадеушу Костюшку у Чикаго[5].
- Погруддя Міцкевича у Карлових Варах.
- Олійний портрет і бюст Садока Баронча.